# Genoa Cricket and Football Club 1949-1950
Questa voce raccoglie le informazioni riguardanti il Genoa Cricket and Football Club nelle competizioni ufficiali della stagione 1949-1950.

## Stagione
Il 4 settembre il Genoa partecipa alla seconda edizione del trofeo amichevole Coppa Cassano, in onore del defunto giocatore della Sampdoria Luigi Cassano, ove pareggia per 1-1 con i blucerchiati.
Terminato il campionato all'undicesimo posto, il Genoa affrontò una tournée in America centrale. Partiti dall'aeroporto di Roma-Ciampino il 6 giugno, giunsero in Messico ove affrontarono l'undici dello stesso mese la nazionale messicana, che si imposero per 3-1, a cui seguirono altri due incontri persi contro il Veracruz (2-1) ed il León. Il 3 luglio il Genoa ottenne il primo successo in terra messicana, sconfiggendo per 5-4 l'Atlas. Lasciato il Messico, il Genoa si diresse in Costa Rica ove sconfisse l'Herediano 4-3 ma, venendo travolta per 6-0 contro l'Alajuelense.
Dopo la Costa Rica fu la volta di El Salvador, ove i rossoblù il 27 luglio affrontarono e sconfissero per 3-2 la nazionale olimpica salvadoregna. Ultimo incontro della tournée fu la vittoria per 6-4 contro il Marte. Probabilmente a causa dell'altitudine in terra americana, il mediano Luciano Fusari subisce un danno ai polmoni che lo costringerà al ritiro due anni dopo.

## Divise
La maglia per le partite casalinghe presentava i colori rossoblù.

## Organigramma societario
Area direttiva
- Presidente: Massimo Poggi
- Dirigenti: Danovaro, Mario Tosi

Area tecnica
- Allenatore: John Astley[7], Manlio Bacigalupo
- Preparatore atletico: Filippo Pascucci

## Rosa
| N. |                   | Ruolo | Calciatore          |
| -- | ----------------- | ----- | ------------------- |
|    | Italia (bandiera) | P     | Enrico Gualazzi     |
|    | Italia (bandiera) | P     | Dante Piani         |
|    | Italia (bandiera) | D     | Fosco Becattini     |
|    | Italia (bandiera) | D     | Giulio Castelli     |
|    | Italia (bandiera) | D     | Amedeo Cattani      |
|    | Italia (bandiera) | D     | Giulio Pellicari    |
|    | Italia (bandiera) | D     | Vittorio Sardelli   |
|    | Italia (bandiera) | D     | Bruno Volponi       |
|    | Italia (bandiera) | C     | Nevio Bartolaccini  |
|    | Italia (bandiera) | C     | Giovanni Bellagamba |
|    | Italia (bandiera) | C     | Vittorio Bergamo    |
|    | Italia (bandiera) | C     | Franco Bironi       |

| N. |                      | Ruolo | Calciatore          |
| -- | -------------------- | ----- | ------------------- |
|    | Italia (bandiera)    | C     | Silvio Formentin    |
|    | Italia (bandiera)    | C     | Luciano Fusari      |
|    | Italia (bandiera)    | C     | Pietro Magni        |
|    | Italia (bandiera)    | C     | Giorgio Olivieri    |
|    | Italia (bandiera)    | C     | Francesco Tortarolo |
|    | Argentina (bandiera) | A     | Roberto Aballay     |
|    | Argentina (bandiera) | A     | Roberto Alarcón     |
|    | Italia (bandiera)    | A     | Vito Bernardis      |
|    | Argentina (bandiera) | A     | Mario Boyé          |
|    | Italia (bandiera)    | A     | Bruno Dante         |
|    | Austria (bandiera)   | A     | Engelbert Koenig    |

## Calciomercato
| Acquisti | Acquisti | Acquisti | Acquisti |
| R.       | Nome     | da       | Modalità |
| -------- | -------- | -------- | -------- |

| Cessioni | Cessioni        | Cessioni | Cessioni |
| R.       | Nome            | a        | Modalità |
| -------- | --------------- | -------- | -------- |
| D        | Ercole Bazzurro | Asti     |          |

## Risultati

### Serie A

#### Girone di andata
| Arbitro: | Pera (Firenze) |

|                                 |           |  |
| Fabian 25’ Stradella 32’ (rig.) | Marcatori |  |

| Arbitro: | Bertolio (Torino) |

|                    |           |            |
| König 13’ Boyè 64’ | Marcatori | 68’ Merlin |

| Arbitro: | Marchetti (Milano) |

|                                       |           |                                |
| Vycpalek 5’ De Santis 12’ Di Maso 73’ | Marcatori | 55’ Boyè 74’ (aut.) Santamaria |

| Arbitro: | Camiolo (Milano) |

|             |           |  |
| Cecconi 51’ | Marcatori |  |

| Arbitro: | Pieri (Trieste) |

|  |           |              |
|  | Marcatori | 65’ Bassetto |

| Arbitro: | Bertolio (Torino) |

|                                 |           |             |
| Magni 3’ Formentin 48’ Boyè 70’ | Marcatori | 79’ Ghiandi |

| Arbitro: | Gamba (Napoli) |

|                |           |             |
| Lenci 30’, 60’ | Marcatori | 46’ Aballay |

| Arbitro: | Gemini (Roma) |

|               |           |                          |
| Formentin 31’ | Marcatori | 9’ J. Hansen 72’ Martino |

| Bologna 30 ottobre 1949 9ª giornata | Bologna        | 0 – 0 | Genoa | Stadio Comunale\| Arbitro: \| Dattilo (Roma) \| |
| Arbitro:                            | Dattilo (Roma) |       |       |                                                 |

| Arbitro: | Bernardi (Bologna) |

|                                           |           |  |
| Busnelli 4’ Cergoli 12’ Sørensen 20’, 35’ | Marcatori |  |

| Arbitro: | Bellè (Venezia) |

|                      |           |  |
| Alarcón 18’ Boyè 45’ | Marcatori |  |

| Arbitro: | Camiolo (Milano) |

|                       |           |  |
| Santos 78’ Frizzi 89’ | Marcatori |  |

| Arbitro: | Pieri (Trieste) |

|                           |           |                      |
| Tortarolo 21’ Alarcón 39’ | Marcatori | 75’ (rig.) Guarnieri |

| Arbitro: | Gemini (Roma) |

|                                                                |           |  |
| Nordahl 6’ Gren 48’ (rig.) 64’ Liedholm 78’ (rig.) Nordahl 87’ | Marcatori |  |

| Arbitro: | Longagnani (Modena) |

|                               |           |          |
| Bercarich 37’, 55’ Degano 86’ | Marcatori | 64’ Boyè |

| Arbitro: | Galeati (Bologna) |

|          |           |            |
| Boyè 16’ | Marcatori | 4’ Nyers I |

| Arbitro: | Pieri (Trieste) |

|                      |           |  |
| Alarcón 62’ Boyè 86’ | Marcatori |  |

| Arbitro: | Savio (Torino) |

|                          |           |                    |
| Prunecchi 1’ Novello 66’ | Marcatori | 60’ Boyè 85’ Dante |

| Arbitro: | Carpani (Milano) |

|                                                         |           |                       |
| Dante 41’ Boyè 52’ Alarcón 57’ Boyè 59’ (rig.) 85’, 87’ | Marcatori | 2’ Adcock 77’ Boscolo |

#### Girone di ritorno
| Arbitro: | Massai (Pisa) |

|             |           |  |
| Alarcón 20’ | Marcatori |  |

| Arbitro: | Bertolio (Torino) |

|                                |           |  |
| Tontodonati 24’, 41’ Zecca 86’ | Marcatori |  |

| Arbitro: | Zilli (Reggio Emilia) |

|             |           |  |
| Alarcón 43’ | Marcatori |  |

| Arbitro: | Cicardi (Lecco) |

|                           |           |              |
| Formentin 18’ Alarcón 39’ | Marcatori | 24’ Nyers II |

| Arbitro: | Gamba (Napoli) |

|                |           |               |
| Sabbatella 68’ | Marcatori | 10’ Formentin |

| Como 19 febbraio 1950 25ª giornata | Como             | 0 – 0 | Genoa | Stadio Giuseppe Sinigaglia\| Arbitro: \| Orlandini (Roma) \| |
| Arbitro:                           | Orlandini (Roma) |       |       |                                                              |

| Arbitro: | Corallo (Lecce) |

|               |           |             |
| Formentin 39’ | Marcatori | 1’ Cattaneo |

| Arbitro: | Bellè (Venezia) |

|                                                                         |           |                      |
| J. Hansen 9’ Muccinelli 23’ J. Hansen 36’ Praest 48’, 50’ Boniperti 76’ | Marcatori | 37’ (rig.) Pellicari |

| Arbitro: | Dattilo (Roma) |

|                           |           |                            |
| Formentin 21’ Aballay 33’ | Marcatori | 43’ Bernicchi 79’ Cappello |

| Arbitro: | Pieri (Trieste) |

|             |           |  |
| Aballay 39’ | Marcatori |  |

| Arbitro: | Longagnani (Modena) |

|                            |           |           |
| Janda 53’, 57’ Galassi 66’ | Marcatori | 50’ König |

| Arbitro: | Carpani (Milano) |

|                                              |           |                       |
| König 12’ Pellicari 45’ (rig.) Formentin 63’ | Marcatori | 33’ Frizzi 37’ Santos |

| Arbitro: | Agnolin (Bassano del Grappa) |

|                         |           |  |
| Barsanti 2’ La Rosa 11’ | Marcatori |  |

| Arbitro: | Bernardi (Bologna) |

|           |           |  |
| König 56’ | Marcatori |  |

| Arbitro: | Righi (Milano) |

|               |           |  |
| Formentin 54’ | Marcatori |  |

| Arbitro: | Orlandini (Roma) |

|                                             |           |                                        |
| Lorenzi 6’ Wilkes 43’ Armano 74’ Wilkes 89’ | Marcatori | 32’ (aut.) Basso 85’ (aut.) Giovannini |

| Arbitro: | Galeati (Bologna) |

|                            |           |               |
| Ferraris II 47’ Renica 86’ | Marcatori | 49’ Formentin |

| Arbitro: | Carpani (Milano) |

|  |           |            |
|  | Marcatori | 13’ Vitali |

| Arbitro: | Bergomi (Milano) |

|                                       |           |  |
| Trevisan 57’ Boscolo 61’ Petrozzi 87’ | Marcatori |  |

## Statistiche

### Statistiche di squadra
| Competizione | Punti | In casa | In casa | In casa | In casa | In casa | In casa | In trasferta | In trasferta | In trasferta | In trasferta | In trasferta | In trasferta | Totale | Totale | Totale | Totale | Totale | Totale | DR  |
| Competizione | Punti | G       | V       | N       | P       | Gf      | Gs      | G            | V            | N            | P            | Gf           | Gs           | G      | V      | N      | P      | Gf     | Gs     | DR  |
| ------------ | ----- | ------- | ------- | ------- | ------- | ------- | ------- | ------------ | ------------ | ------------ | ------------ | ------------ | ------------ | ------ | ------ | ------ | ------ | ------ | ------ | --- |
| Serie A      | 34    | 19      | 13      | 3       | 3       | 32      | 16      | 19           | 0            | 5            | 14           | 13           | 48           | 38     | 13     | 8      | 17     | 45     | 64     | -19 |

### Statistiche dei giocatori
| Giocatore     | Serie A  | Serie A |
| Giocatore     | Presenze | Reti    |
| ------------- | -------- | ------- |
| R. Aballay    | 29       | 3       |
| R. Alarcon    | 30       | 7       |
| F. Becattini  | 36       | 0       |
| G. Bellagamba | 1        | 0       |
| V. Bergamo    | 30       | 0       |
| V. Bernardis  | 1        | 0       |
| F. Bironi     | 1        | 0       |
| M. Boye       | 18       | 12      |
| G. Castelli   | 34       | 0       |
| A. Cattani    | 36       | 0       |
| B. Dante      | 22       | 3       |
| S. Formentin  | 33       | 9       |
| L. Fusari     | 10       | 0       |
| E. Gualazzi   | 32       | -54     |
| E. Koenig     | 21       | 4       |
| P. Magni      | 32       | 1       |
| G. Pellicari  | 38       | 2       |
| D. Piani      | 6        | -10     |
| F. Tortarolo  | 7        | 1       |
| B. Volponi    | 1        | 0       |